# Belgische elektriciteitsvoorziening

Elektriciteitsproductie in België

Onder Europese invloed is de Belgische elektriciteitsvoorziening sedert eind jaren 90 fundamenteel veranderd. Van een verticaal geïntegreerd privaat monopolie onder controle van Electrabel, is de sector geëvolueerd naar een deels gesegmenteerde marktordening die meer ruimte biedt voor concurrentie. Daarbij werd een vrij strikte scheiding ingesteld tussen de schakels van de bedrijfskolom waar de vrije mededinging speelt (productie en levering) en de netwerkactiviteiten waar dit niet het geval is (transmissie en distributie).
De corporatistische besluitvorming in de schoot van het Controlecomité voor de Elektriciteit en het Gas heeft plaats gemaakt voor geliberaliseerde productie- en verbruikersmarkten en voor gereguleerde netwerkmonopolies waartoe eenieder toegang heeft onder gelijke voorwaarden. Een autonome overheidsinstantie, de CREG, werd opgericht om toezicht te houden op deze nieuwe marktordening. Tegelijk werd een reeks verplichtingen in het leven geroepen waaraan de ondernemingen moeten voldoen om de elektriciteitsvoorziening als openbare dienst te vrijwaren. De gewestelijke regelgeving wordt gehandhaafd door de regionale regulatoren: de VREG in Vlaanderen, de CWaPE in Wallonië en BRUGEL in Brussel.

## De elektrische waardeketen
De elektriciteitssector laat zich analyseren als een waardeketen bestaande uit vier aaneengeschakelde activiteiten: productie, transmissie, distributie en levering.
| Huidige elektriciteitsproductie in Belgische kerncentrales (Laatste update: 14 feb 2024) |         |
| Unit                                                                                     | Status  |
| Doel 2                                                                                   | 445 MW  |
| Doel 4                                                                                   | 1039 MW |
| Tihange 1                                                                                | 962 MW  |
| Tihange 3                                                                                | 1038 MW |

### Productie
Kernenergie is de voornaamste bron van elektriciteit in België, op enige afstand gevolgd door aardgas. Een veel kleiner deel wordt opgewekt uit biomassa, steenkool, waterkracht (vooral pompcentrales), wind en zon.
| Primaire energie     | Opgesteld vermogen (GW) | %     | Opgewekte stroom (TWh, netto) | %     |
| -------------------- | ----------------------- | ----- | ----------------------------- | ----- |
| Kernenergie          | 6,0                     | 21,3% | 47,9                          | 49,7% |
| Aardgas              | 7,4                     | 26,5% | 29,5                          | 30,6% |
| Hernieuwbare energie | 14,3                    | 51,1% | 18,6                          | 19,3% |
| * waarvan Wind       | 5,0                     | 18,0% | 11,8                          | 12,2% |
| * waarvan Zon        | 7,1                     | 25,4% | 5,6                           | 5,8%  |
| * waarvan Water      | 1,4                     | 4,8%  | 1,3                           | 1,3%  |
| * waarvan Biomassa   | 0,8                     | 2,9%  | /                             | /     |
| Overig               | 0,3                     | 1,1%  | 0,4                           | 0,4%  |
| Totaal               | 28,0                    | 100%  | 96,3                          | 100%  |

De productie in de periode 2011-2020 schommelde tussen de 70 en 90 TWh. In 2014, 2015 en 2018 lag de productie aan de onderkant van deze range vooral door het uitvallen van de productie bij de kerncentrales. De productie is vooral afkomstig uit de kern- en gasgestookte centrales. In 2016 werd de laatste centrale gesloten die vaste fossiele brandstoffen stookte. Het aandeel van hernieuwbare energiebronnen neemt toe, in 2020 was dit 26,6% van de totale bruto productie. Dit is gelijk aan 23,4 TWh, dit impliceert een ruime verdubbeling sinds 2012 toen de productie iets boven de 10 TWh uitkwam.
België produceert in het algemeen minder dan er wordt verbruikt aan elektriciteit. Het land is per saldo een netto importeur, als zijn er incidentele jaren met een klein netto exportsaldo. Jaren met een lage elektriciteitsproductie, zoals 2014, 2015 en 2018, kennen een zeer hoge invoer van elektriciteit. Sinds 2021 is België een grote netto exporteur. De belangrijkste handelspartners zijn Nederland en Frankrijk.
Voor de bouw van grote productie-installaties (vermogen > 25 MW) is sedert 1999 een specifieke federale vergunning vereist, boven op de gewestelijke bouw- en milieuvergunningen.
In 2003 is beslist om de kerncentrales gefaseerd te sluiten. Tegelijk wordt het opwekken van stroom uit hernieuwbare bronnen aangemoedigd in het kader van het nationaal actieplan dat bij de EU werd ingediend. De wet over de kernuitstap werd in 2013 en in 2015 gewijzigd, de exploitatie van Tihange 1, Doel 1 en Doel 2 werd met 10 jaar verlengd. In 2025 worden de laatst reactoren buiten gebruik gesteld.
De liberalisering van de markt zorgde duidelijk voor meer concurrentie in de productie van elektriciteit. De grootste producent, Electrabel, genereerde in 2015 48,5% van de bruto elektriciteit, ten opzichte van 87,7% in 2004.

### Transmissie
De transmissie van elektriciteit langs het Belgische hoogspanningsnet is toevertrouwd aan Elia System Operator nv. De eigendom van dit net is in handen van een dochtervennootschap, Elia Asset nv. Het bestaat uit meer dan 8000 km lijnen van de volgende spanningsniveaus: 380kV, 220kV, 150kV, 70kV, 36kV, 30 kV en 26 kV. Doorgaans worden enkel de drie hoogste niveaus als eigenlijke transmissie beschouwd. In de gewestelijke regelgeving wordt telkens een ‘’plaatselijk transmissienet’’ afgebakend (hoofdzakelijk 70 en 36 kV-lijnen).
De elektriciteitscentrales en industriële grootverbruikers zijn aangesloten op dit net, evenals de distributienetten en de grensoverschrijdende interconnecties. In 2020 was de maximale commerciële importcapaciteit 6500 MW, inclusief de ALEGrO interconnector tussen België en Duitsland met een capaciteit van 1000 MW die eind 2020 in gebruik werd genomen. Als transmissienetbeheerder heeft Elia de eindverantwoordelijkheid voor het evenwicht tussen injectie en afname in de Belgische regelzone. Deze zone omvat ook een deel van Luxemburg.
Het bewaren van het evenwicht gebeurt in eerste instantie door de evenwichtsverantwoordelijken, die een portefeuille van producenten en verbruikers beheren. Zij moeten een toegangsprogramma indienen waarin injectie en afname per kwartier gelijk zijn. Elia behoudt het overzicht over alle programma’s en grijpt in als het globale evenwicht in gevaar komt. Daartoe kan Elia beroep doen op vooraf gecontracteerde reserves, die haar toelaten om netgebruikers instructies te geven tot op- of afregeling.

### Distributie
De distributienetten zijn vermaasde netten die elektriciteit tot bij de eindgebruiker brengen. Deze elektriciteit is afkomstig van het transmissienet en van de decentrale eenheden die op het betrokken distributienet zijn aangesloten.
De openbare distributie staat onder het beheer van distributienetbeheerders die in een specifieke zone worden aangesteld door de gewesten. Hun tarieven worden vastgelegd door de VREG voor Vlaams gewest, de CWaPE voor Waals gewest en Brugel voor Brussels hoofdstedelijk gewest. Daarnaast bestaan er ook gesloten distributienetten, gesloten industriële netten en private netten.

### Levering
Eind 2011 waren er 44 ondernemingen die over een federale of regionale vergunning beschikten om elektriciteit te leveren. Slechts een handvol van hen vertegenwoordigde echter een marktaandeel groter dan 2%:
| Leverancier        | Marktaandeel in 2011 |
| ------------------ | -------------------- |
| Electrabel (groep) | 66,4 %               |
| EDF Luminus        | 17,5 %               |
| Nuon Belgium       | 5,1 %                |
| E.ON Belgium       | 3,6 %                |
| Essent Belgium     | 2,1 %                |
| Andere (<2 %)      | 5,3 %                |

Marktaandeel Belgische elektriciteitsleveranciers (op basis van geleverde hoeveelheid energie - totaal België: 72,64 TWh)
Sinds 2011 zijn er grote verschuivingen gebeurd op de Belgische elektriciteitsmarkt. Het marktaandeel van Electrabel daalde van 66% eind 2011 naar 44% eind 2014. Vooral in de periode van eind 2012 tot 2014 stapten veel consumenten over van de voormalige monopolist naar een andere leverancier4. Sinds 2011 kwamen er verschillende nieuwe spelers op de markt (zoals Eneco België dat snel een groot marktaandeel veroverde) of vergrootten voormalige 'kleine' spelers zoals Lampiris, Octa+ en Ecopower hun marktaandeel. Nuon werd in 2009 gekocht door het Zweedse Vattenfall, dat de Belgische activiteiten in 2011 verkocht aan het Italiaanse Eni. Essent werd overgenomen door het Duitse RWE.. De laatste jaren werden heel wat kleinere energiebedrijven opgestart die hun elektriciteit bij een energieproducent aankopen en deze zelf op de markt brengen zoals Elegant, Watz, Mega en Energy People.

#### Kleinhandel
Bij de leveranciers bevoorraden de eindgebruikers zich van elektriciteit. Ondanks de homogeniteit van het product elektriciteit, zijn de contracten die de leveranciers aanbieden uiterst divers, qua duur en vooral qua prijs. De complexiteit van tariefformules en –parameters heeft de federale wetgever ertoe aangezet om een bescherming uit te werken voor huishoudelijke afnemers en KMO’s in de vorm van een vangnetmechanisme. Hierdoor zou de CREG prijsverhogingen die geen rechtvaardiging vinden in gestegen kosten kunnen tegenhouden.

#### Groothandel
Op de groothandelsmarkt worden elektriciteitsblokken verhandeld tussen producenten, leveranciers, groothandelaars en grootverbruikers. Deze markt is onder meer cruciaal voor leveranciers die niet over eigen productiecapaciteit beschikken. Er bestaan verschillende marktplaatsen en producten:

## Prijsvorming

### Beurshandel
Sedert 2006 heeft België een eigen elektriciteitsbeurs, Belpex, waarop fysieke energieblokken op korte termijn anoniem worden verhandeld (levering de dag zelf via de Continuous Intraday Market of de dag nadien via de Day Ahead Market).
Voor langetermijnhandel is er de in Nederland gebaseerde Endex Power BE, onderdeel van APX-ENDEX. Op deze beurs worden futures verhandeld voor leveringen van ‘’baseload’’ de volgende maanden, kwartalen of jaren (M+1,M+2,M+3, Q+1,Q+2,Q+3,Q+4, Y+1, Y+2, Y+3). Alternatief zijn er ook futures op Belgische Power die op de EEX beurs verhandeld worden.
Deze Belgische handelsplatformen zijn gekoppeld aan de beurzen van naburige landen, zowel qua prijzen als volumes (gecoördineerde veiling van interconnectiecapaciteit).

### Bilaterale handel en OTC
Hoewel de beurshandel belangrijk is voor de transparantie, vinden de meeste transacties nog steeds daarbuiten plaats waar de prijzen confidentieel zijn. Op de bilaterale markt kunnen de partijen vrij afspraken maken over de omvang, duur en termijn van elektriciteitslevering. Deze flexibiliteit wordt voornamelijk gebruikt om termijncontracten af te sluiten. Daarnaast worden ook buiten de beurs gestandaardiseerde producten verhandeld. Men spreekt dan van over the counter (OTC). Dit soort handel verloopt veelal via de tussenkomst van een makelaar of hub.

## Belastingen en heffingen
Op elektriciteit worden verschillende belastingen geheven (voornamelijk btw, federale bijdrage en bijdrage op energie).
In 2020 betaalde een gemiddeld huishouden voor zijn elektriciteit 27,5 eurocent per kWh. Hiervan was het aandeel energiekosten 28,6% van de totale elektriciteitsrekening, de netwerktarieven vertegenwoordigden 38,2% en het aandeel van de belastingen was 33,2%.

## Bevoegdheidsverdeling
Sinds de staatshervorming van 1980 zijn zowel de federale overheid als de gewesten bevoegd voor energie. Het gaat om een gedeelde exclusieve bevoegdheid, waarbij de toegewezen materies volledig aan het ene of het andere beleidsniveau toevallen. De gewestelijke materies zijn gevoelig uitgebreid in 1988.Bij het uitzetten van de grote lijnen van het nationaal energiebeleid is voorafgaandelijk overleg vereist met de gewesten. Daartoe is in 1992 een overlegforum opgestart (ENOVER/CONCERE, een werkgroep van de Interministeriële Conferentie Economie en Energie).
Als onderdeel van de zesde staatshervorming is afgesproken om de bevoegdheid over de distributietarieven op 1 juli 2014 over te hevelen naar de gewesten, sedertdien zijn de bevoegdheden als volgt verdeeld:
| Federaal                                                    | Gewestelijk                                                        |
| ----------------------------------------------------------- | ------------------------------------------------------------------ |
| grote infrastructuren voor stockering, vervoer en productie | distributie en plaatselijk vervoer (nominale spanning t.e.m. 70kV) |
| kernbrandstofcyclus                                         | nieuwe energiebronnen                                              |
| nationaal uitrustingsprogramma                              | rationeel energieverbruik                                          |
| tarieven transportnet                                       | terugwinning van energie door gebruikers                           |
|                                                             | tarieven distributienet                                            |

## Openbaredienstverplichtingen
Omdat de elektriciteitsvoorziening als een openbare dienst wordt beschouwd, hebben de federale en gewestelijke overheden een aantal verplichtingen opgelegd aan de bedrijven in de sector. Dankzij deze openbaredienstverplichtingen (ODV) moet de elektriciteitsvoorziening voldoen aan bepaalde eisen op het vlak van bevoorradingszekerheid, regelmatigheid, kwaliteit, prijs en milieubescherming.
Concreet nemen de ODV’s zeer diverse gestalten aan, gaande van budgetmeters over quota voor groenestroomcertificaten tot factuurvermeldingen en storingsnormen. Voor sommige verplichtingen krijgen de bedrijven een financiële compensatie van de overheid; andere mogen worden doorgerekend in de tarieven.

## Elektriciteitsverbruik
In 2010 verbruikte België 88.619 GWh elektrische stroom. Dit komt overeen met 8,2 MWh per inwoner of 254,57 MWh per miljoen euro BBP. Voor de eerste maatstaf bevindt België zich boven het EU-gemiddelde (6,2 MWh voor dat jaar), terwijl het voor de tweede maatstaf dan weer gunstiger scoort (257,7 MWh/miljoen euro BBP).
De trend van het elektriciteitsgebruik was historisch steeds opwaarts, met nog een toename van 45% tussen 1990 en 2008. Dit kwam neer op een jaarlijkse gemiddelde groeivoet van 2,1%. Sedert 2007 is er echter een aanhoudende daling van ongeveer 0,5% per jaar, met nog 81.350 GWh verbruik in 2018. Deze dalende trend komt door efficiëntieverbeteringen in de industrie en het toenemende aandeel van zelfproductie, bijv. via zonnepanelen of windturbines, bij zowel bedrijven als gezinnen.

## Internationale samenwerking
België is lid van verschillende internationale organisaties die zich inlaten met energiekwesties:
- het Internationaal Energie Agentschap (IEA, Parijs)
- het Internationaal Atoomenergieagentschap (IAEA)
- de Europese Gemeenschap voor Atoomenergie (Euratom, Brussel)
- de Energiehandvest Conferentie (Energy Charter Conference, Brussel)
- het Internationaal Agentschap voor hernieuwbare energie (IRENA, Abu Dhabi)

## Geschiedenis[21]

### Pioniersjaren
Het industriële België behoorde tot die landen waar vanaf eind jaren 1870 het fenomeen elektriciteit praktische toepassingen begon te krijgen, hoofdzakelijk voor verlichting (fabrieken, pleinen, schouwburgen, hotels, banken, …). Het eerste initiatief om elektriciteit op te wekken en aan derden te verdelen, kwam er met de Brusselse elektriciteitscentrale van Mignot, die de uitstalramen in de Nieuwstraat deed oplichten (1885).
Hoewel elektriciteit ook wel als drijfkracht werd aangewend, ging men het in die jaren toch vooral vereenzelvigen met een verlichtingsbron. Zo kon het gebeuren dat de gasmaatschappijen erin slaagden om de aanleg van elektriciteitsleidingen op het openbaar domein via het gerecht tegen te houden als een inbreuk op de concessies voor openbare en private verlichting die hen door de gemeenten waren verleend. Deze uitspraak zette sommige lokale besturen, zoals Brussel, ertoe aan om zelf leidingen aan te leggen en in regie te nemen. Meestal werd een modus vivendi gevonden met de gasmaatschappijen en kwam er toch een elektriciteitsconcessie (29 van de 34 bediende gemeenten in 1900).
Aan het einde van de negentiende eeuw kwam er naast verlichting ook een grote focus op elektricteitsvoorziening voor het openbaar vervoer (met de nieuwe elektrische trams) en - in mindere mate - op industriële toepassingen van elektriciteit. Het bedrijf dat hier een grote rol in speelde was de Compagnie Mutuelle de Tramways, gesticht in 1895, dat later evolueerde naar het elektriciteitsbedrijf Tractionel.
Na de eeuwwisseling werd het tempo van de elektrificatie opgevoerd. De toegenomen financieringsbehoeften leidden tot het ontstaan van elektro-holdings, zoals Intercom (1901). Deze groepen combineren opwekking en verdeling (model van de “producteur-distributeur”).

### Interbellum: uitbouw van een landelijk elektriciteitsnet
Na de verwoestingen van de Eerste Wereldoorlog nam de wetgever twee maatregelen om de verdere uitbouw te stimuleren. Enerzijds werd de gemeentelijke investeringscapaciteit uitgebreid dankzij de intercommunalewet van 1922. Anderzijds stelde de elektriciteitswet van 1925 grenzen aan het instrument dat de gemeenten gebruikt hadden om zich in de sector te mengen, namelijk hun zeggenschap over het openbaar domein.
In ruil voor het openstellen van hun grondgebied voor leidingen ter belevering van grote verbruikers (vermogen groter dan 1 MW), kregen de gemeenten (of hun concessiehouders) het alleenrecht om openbare wegen te gebruiken voor de verdeling van elektriciteit aan kleine verbruikers. De opwekking van elektriciteit bleef echter vrij en de distributie ervan werd maar aan banden gelegd voor zover dit via het openbaar domein gebeurde. Zo bleef het beleveren van aanpalende erven onverminderd toegelaten, wat niet onbelangrijk was in deze hoogdagen van lokale productie.
Tegen 1928 – er stond toen een totaal vermogen van 760 MW opgesteld – beschikten al zo’n 2.000 gemeenten over elektriciteitsbedeling, goed voor 92% van de bevolking. Een driekwart hiervan werd bediend door een private concessiehouder; de overigen hadden dit zelf georganiseerd (in regie of via intercommunales). In 1936 werd de laatste gemeente aangesloten op het net.
Ondertussen werden steeds meer hoogspanningslijnen gebouwd door de producenten. De onderlinge verbinding van centrales biedt vele voordelen, en in 1937 wordt de Maatschappij voor de Coördinatie van de Productie en het Transport van Elektrische Energie opgericht (bekend onder de Franse afkorting CPTE).

### Na WOII: corporatisme en concentratie
Na de Tweede Wereldoorlog is de elektriciteitssector beducht voor een nationalisering, zoals doorgevoerd in Frankrijk, Groot-Brittannië en Italië. Bij wijze van alternatief opteerde België een corporatistische structuur: de elektriciteitsproductie bleef grotendeels in privé-handen, maar vakbonden en werkgevers mochten mee toezicht uitoefenen.
Dit compromis kreeg gestalte door de oprichting bij overeenkomst van het Controlecomité voor Elektriciteit en Gas (CCEG, 1955), waarin ook het Beheerscomité van de Belgische Elektriciteitsondernemingen (BCEO) vertegenwoordigd was als gecontroleerde partij. Vanaf 1964 had ook een afgevaardigde van de regering zitting in het CCEG. Dit gereguleerde systeem overzag alle aspecten van de sector – boekhouding, investeringsplannen, netuitbouw – maar bekeek een en ander voornamelijk vanuit het doel om de tarieven te drukken. Deze controlename door belangengroepen verliep onder de vorm van “aanbevelingen” uitgebracht door het controlecomité.
Daarnaast gaven de elektriciteitsgroepen hun verdelingsconcessies op om zich voortaan samen met de gemeenten te verenigen in gemengde intercommunales, waarin zij weliswaar de operationele leiding behielden. Tegelijkertijd vond een snelle rationalisering en concentratie plaats binnen de productie: waar er in 1955 nog 36 private elektriciteitsbedrijven waren, was dit in 1976 teruggebracht tot drie (Intercom, Ebes, Unerg).

### De keuze voor kernenergie
Midden de jaren 50 beginnen de steenkoolprijzen te stijgen en gaat de elektriciteitsproductie zich diversifiëren. Op korte termijn wordt olie belangrijker (van quasi nul in 1950 naar 25% in 1965), maar op langere termijn wil men ook kernsplijting ontwikkelen. Daartoe richten 21 bedrijven de coöperatieve vennootschap Electronucleaire op in 1956. Onder leiding van het SCK•CEN wordt in 1962 een eerste resultaat geboekt en kan de BR3-pilootreactor op het net worden aangesloten, de eerste PWR-reactor van Europa. In 1967 volgt de indienstname van de kerncentrale Chooz net over de Franse grens, een Frans ontwerp waarin de Belgische industrie participeert. Met Franse inbreng wordt vervolgens Semo opgericht, met het oog op de bouw van een kerncentrale Tihange. De bouw van twee eenheden in Doel is dan weer een exclusief Belgische aangelegenheid, waarbij Ebes het voortouw neemt. Deze eerste drie kerncentrales worden in 1975 in gebruik genomen en leveren meteen 21,2% van de totale productie. Op dat moment is reeds beslist tot de bouw van vier bijkomende eenheden, onder invloed van de in 1973 losgebarsten oliecrisis.

### Pax electricaen finale consolidering
Als begin jaren 80 terug plannen opduiken om de elektriciteitssector te nationaliseren, onderhandelen de bedrijven een grotere rol voor de openbare producent SPE. In uitvoering van deze twintigjarige pax electrica mag dit een belang nemen in de nieuwe kerncentrales en in CPTE, en krijgt het uitzicht om tegen 2010 15% van de productie waar te nemen.
Mede uit vrees dat deze afspraken zouden indruisen tegen het Europese kartelrecht en beducht voor vijandige overnames, kiezen de elektriciteitsbedrijven voor een verdere consolidering. De holdings Electrobel en Tractionel fuseren in 1986 tot Tractebel, met de Generale Maatschappij als hoofdaandeelhouder en in tweede orde de Groep Brussel Lambert. Dit wordt in 1990 opgevolgd met de fusie van de Tractebels elektriciteitsdochters tot Electrabel. Het bedrijf neemt op dat moment 94% van de Belgische productie voor zijn rekening en dekt daarmee 87% van het Belgische verbruik. Het had ook een belang van minstens 50% in elke gemengde intercommunale en haalde globaal genomen meer dan twee derde van hun dividenden binnen.
Aangezien de Generale Maatschappij kort voordien in handen van het Franse Suez was gevallen, stond de Belgische elektriciteitsvoorziening voor het eerst onder buitenlandse controle.

### Europa breekt de markt open
In 1995 wordt CPTE opgeslorpt door Gecoli (hoewel de eerste naam weerhouden wordt voor het nieuwe geheel). Twee jaar later doen Electrabel en SPE inbreng van hun hoogspanningsnetten in dit nieuwe CPTE. Daarmee lopen ze vooruit op de filosofie van de liberaliseringsrichtlijn die de Europese Unie eind 1996 heeft aangenomen. Doel daarvan is om de nationale markten aaneen te smeden tot een Europese markt waarin meer ruimte is voor concurrentie. Dit moet worden bereikt door productie en transmissie uit elkaar te trekken en ervoor te zorgen dat de toegang tot het hoogspanningsnet niet gemanipuleerd kan worden in het voordeel van bepaalde spelers.
De richtlijn wordt omgezet door de elektriciteitswet van 1999, die een compleet nieuwe marktorganisatie uittekent. Elia wordt opgericht in 2001 en neemt de hoogspanningsnetten over van CPTE. Kleine afnemers zijn niet langer gebonden aan hun distributeur, maar kunnen zelf een leverancier kiezen. De regulator CREG ziet toe op het correcte verloop van de marktwerking en legt de nettarieven vast.
Ondertussen is het financiële vehikel SUEZ samengesmolten met Lyonnaise des Eaux, een Franse nutsgroep met grote ambities op het terrein van Tractebel. De strategie van het nieuwe geheel bestaat erin om de greep op de nutssectoren te versterken en dit te financieren door andere activiteiten af te stoten. Daartoe is een versterking vereist van het belang in Tractebel alsook van het belang van deze laatste in Electrabel. Naar aanleiding van de nakende voltooiing van deze operaties onderhandelden de federale en gewestelijke regeringen in 2005 een nieuwe Pax electrica met de Suezgroep, die onder meer tot doel had om garantie te bekomen over de verankering van de activiteiten in België.
Kort daarop fuseerde Suez Lyonnaise des Eaux met Gaz de France tot GDF SUEZ. In het kader daarvan deed de groep in 2006 bijkomende toezeggingen aangaande Electrabel, boven op de verbintenissen die de groep reeds had aangegaan tegenover de Europese Commissie. De groep zegde onder meer toe om andere spelers toegang te geven tot de nucleaire productie van Electrabel, teneinde te komen tot een situatie waarbij twee andere spelers een productie-aandeel van 15% bereiken.

## Trivia
- Op 15 januari 1944 pleegde Groupe G een verzetsdaad, "La Grande Coupure", waarvan de Duitsers nog tot het einde van de oorlog de gevolgen voelden: in een gecoördineerde actie bliezen ze doorheen het land 28 hoogspanningspylonen op, die geselecteerd waren op hun belang voor de oorlogsindustrie en hun moeilijke bereikbaarheid.

## Verder lezen
- L. DERIDDER (2003), Handboek gas- en elektriciteitsliberalisering, Antwerpen, Intersentia, 631 p.
- R. BRION en J.-L. MOREAU (1995), Tractebel 1895-1995: metamorfosen van een industriële groep, Antwerpen, Mercatorfonds, 343 p.
- S. VINCK (2008), De liberalisering van de Europese elektriciteitsmarkt: case België, Masterproef, Universiteit Gent, Faculteit Economie en Bedrijfskunde, 58 p.
- (fr)  Répertoire pratique du droit belge, v° « Electricité et gaz » (2007), Brussel, Bruylant, 569 p.
- (en)  International Energy Agency (2009), Energy Policies of IEA Countries. Belgium 2009 Review, 201 p.